# Clase Audaz
La Clase Audaz era un modelo de destructor construido por Bazán para la Armada Española. Eran inicialmente una versión española de los torpederos franceses de la clase Le Fier. Durante su construcción y vida operativa fueron clasificados como Torpederos, Cazasubmarinos, Fragatas Rápidas y Destructores ASW.

## Historia

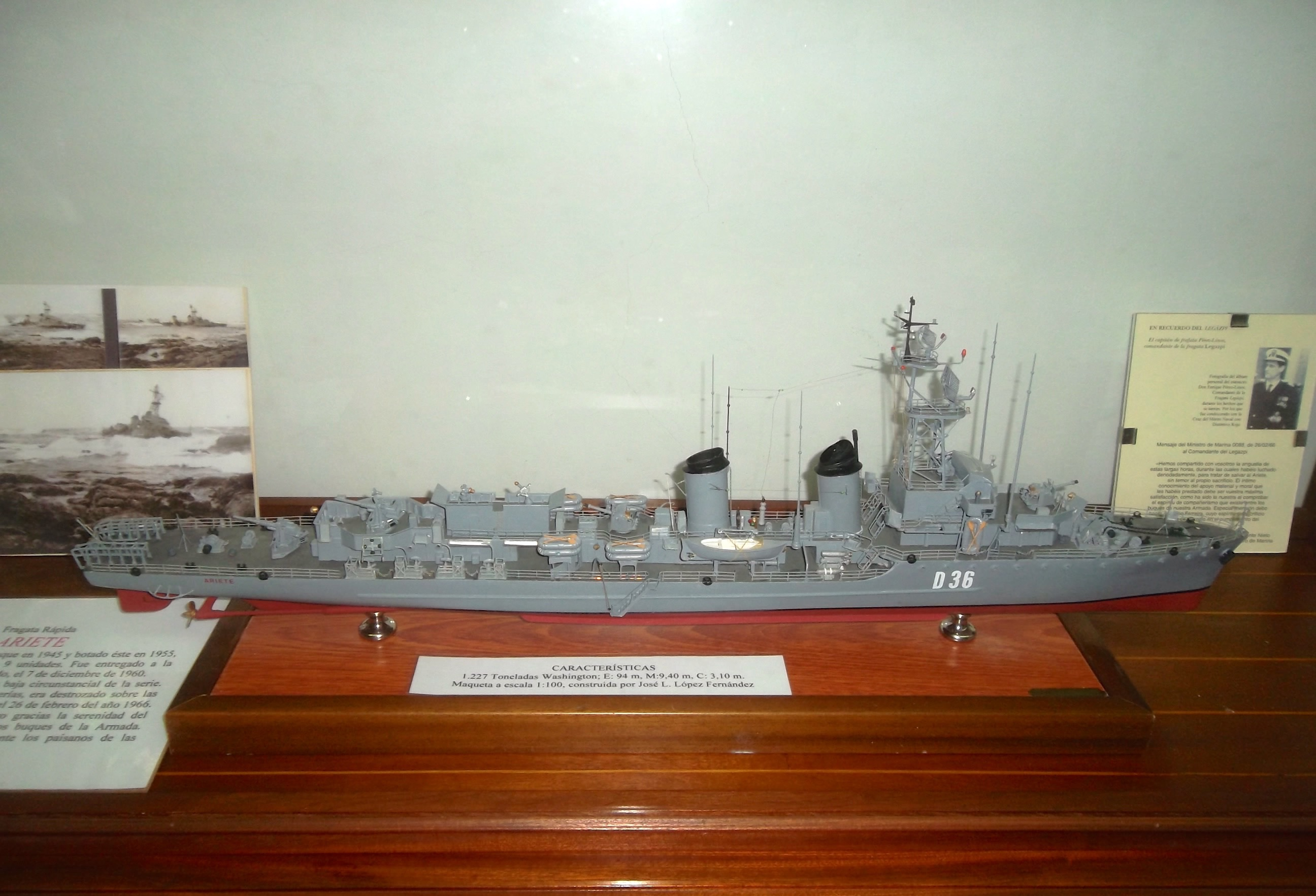
Maqueta del Ariete (D-36).

A principio de los años 1940, los alemanes proporcionaron a la Armada Española los planos de estos buques que habían sido capturados en 1940, cuando se hallaban en construcción para la Marina Francesa, y pasaron luego a manos de la Kriegsmarine.
El proyecto era demasiado complicado para la capacidad de la industria nacional, especialmente en lo referente a la maquinaria, que nunca llegó a funcionar adecuadamente. Además, con el paso de los años, el proyecto original, de 1937, estaba totalmente obsoleto. Por esta razón, aunque cuatro de los buques de la clase fueron terminados según el diseño original tras 13 años de esfuerzos, la totalidad de los buques fueron incluidos en el Programa de Modernización elaborado con la colaboración de Estados Unidos tras los acuerdos de 1953.

## Tras la modernización
Gracias a la modernización, los clase Audaz dejaron de ser, al menos sobre el papel, unos buques obsoletos, de tecnología francesa anterior a la Segunda Guerra Mundial, para convertirse en unos modernos escoltas ASW de tecnología estadounidense, con una adecuada defensa antiaérea.
Sin embargo, la realidad fue muy diferente:
Los equipos y el armamento eran modernos, pero la maquinaria seguía sin funcionar, lo cual provocó, entre otras cosas, la pérdida del Ariete, al fallar las máquinas durante un temporal. Por esta razón, los Audaz tuvieron una corta vida operativa, de entre 10 y 17 años de servicio tras ser modernizados.
Los Audaz formaron la 31ª Escuadrilla de Escoltas, con base en el Ferrol, lo cual fue otro error más en su historia, ya que se trataba de buques pequeños, con problemas de estabilidad y maquinaria, y muy poco aptos para las duras aguas del Atlántico.
Participaron en numerosas maniobras nacionales, con la US Navy y con otros países de la OTAN. Sin embargo, tras la pérdida del Ariete, fueron transferidos a Cartagena al ser más aptos para las aguas del Mediterráneo. Sin embargo, la mala fama les perseguía y ya no fueron utilizados en misiones de primera línea, siendo pronto dados de baja.

## Fiasco
Se puede decir que el fiasco de los Audaz, junto con los Oquendo fueron clara consecuencia del atraso industrial producido por la Guerra Civil, la Segunda Guerra Mundial y los años del aislamiento internacional de España, así como de la poca previsión del gobierno, basada en planes ambiciosos, pero careciendo de la industria necesaria.

## Buques de la clase Audaz
| Nombre           | Numeral | Astillero    | Alta | Modernización | Baja | Motivo       | Observaciones        |
| ---------------- | ------- | ------------ | ---- | ------------- | ---- | ------------ | -------------------- |
| Audaz            | D-31    | Bazán Ferrol | 1953 | 1961          | 1974 | Retirado     | Desguazado           |
| Osado            | D-32    | Bazán Ferrol | 1955 | 1961          | 1972 | Retirado     | Desguazado           |
| Meteoro/Atrevido | D-33    | Bazán Ferrol | 1955 | 1963          | 1974 | Retirado     | Desguazado           |
| Furor            | D-34    | Bazán Ferrol | 1960 | 1960          | 1974 | Retirado     | Desguazado           |
| Rayo             | D-35    | Bazán Ferrol | 1958 | 1963          | 1974 | Retirado     | Desguazado           |
| Ariete           | D-36    | Bazán Ferrol | 1961 | 1961          | 1966 | Embarrancado | Temporal ría de Noya |
| Temerario        | D-37    | Bazán Ferrol | 1964 | 1964          | 1975 | Retirado     | Desguazado           |
| Intrépido        | D-38    | Bazán Ferrol | 1965 | 1965          | 1982 | Retirado     | Desguazado           |
| Relámpago        | D-39    | Bazán Ferrol | 1965 | 1965          | 1975 | Retirado     | Desguazado           |